# De la servitud humana
De la servitud humana (en anglès, originalment, Of Human Bondage) és una novel·la de William Somerset Maugham publicada el 1915 que narra l'entrada en el món adult de Philip, un noi orfe i amb una deformitat que viatja buscant el sentit de la vida, coneix el món artístic de principis de segle i s'enamora d'una dona que l'utilitza al seu caprici. Adaptada dos cops al cinema, és una de les novel·les més llegides en llengua anglesa del segle xx.

## Argument
Philip va a viure amb els seus oncles, garrepes i religiosos, en morir els seus pares quan és molt petit. Allà descobreix el plaer de la lectura i la fe en Déu, que comença a trontollar quan veu que no aconsegueix el miracle de curar el seu peu deforme malgrat les seves reiterades pregàries. A l'escola és ridiculitzat per aquesta discapacitat i pateix la traïció d'un amic que prefereix la companyia d'un altre. Ddecebut, abandona la vida acadèmica i decideix que vol viatjar per Europa.
A Alemanya coneix Hayward, un jove que representa el romanticisme vital, sempre buscant el geni i la bellesa. També abandona definitivament la seva fe pels col·loquis que manté amb un grup d'intel·lectuals. A les vacances s'inicia en la vida sexual amb una dona més gran, que no es resigna a perdre'l malgrat que ell l'abandona. Intenta treballar en una oficina però descobreix que no és el seu estil de vida i viatja a París a aprendre pintura.
Allà coneix una altra dona que s'enamora d'ell i acaba morint de fam, fent descobrir a Philip el món de la pobresa. Amplia el seu grup d'amics, incloent un bohemi retirat i un cavaller. Quan accepta que no podrà ser mai un pintor de renom, accepta aprendre una professió, a instàncies de la seva família. Aleshores marxa a viure a Londres per estudiat medicina, igual que el seu pare mort. Ben aviat descobreix que se li dona bé i que li permet estudiar més sobre la naturalesa humana.
Al seu camí, però, es creua una cambrera, Mildred, per qui se sent atret des del primer moment. La relació amb ella és molt desigual, ja que la noia només l'utilitza per aconseguir diners per a les seves diversions. El traeix amb el millor amic del jove i el deixa arruïnat, per la qual cosa ha d'abandonar la carrera. Gràcies al suport d'una família humil troba una feina a una grans magatzems, on dissenya models aprofitant la seva experiència al món de la pintura. Es refà gràcies a Norah, una divorciada que l'estima de debò. Quan comença a estabilitzar-se reapareix Mildred, embarassada i sense recursos i ell se'n fa càrrec, deixant la relació amb Norah.
Mildred el torna a trair i acaba exercint la prostitució i Philip, desenganyat definitivament, reprèn els seus estudis amb l'herència del seu oncle, que mor després d'acomiadar-se d'ell. Treballa a un consultori i un hospital de poble, feliç de poder ajudar els altres. Se sent cada cop més atret per la filla de la família que el va ajudar, Sally i en unes vacances que passen tots plegats comencen una relació. Per ella abandona definitivament els seus somnis idealistes, incloent un viatge a Espanya, per fundar una família que li asseguri un amor constant i una vida ordenada.

## Anàlisi
La novel·la contraposa diferents estils de vida mentre narra la maduració de Philip, en aquest sentit es pot considerar una Bildungsroman clàssica amb un rerefons filosòfic, pels continus col·loquis del protagonista amb els seus amics i els pensaments torturats que un narrador omniscient detalla.
Bàsicament apareixen 3 alternatives de vida: la mediocritat burgesa, basada en la bona societat i la religió, que està representada pels seus oncles (la tia l'estima però no pot imposar-se al seu marit), el món de l'oficina i els magatzems; la reacció idealista, encarnada en els amics romàntics, el món de la pintura, Espanya i el seu misticisme i les grans passions amoroses de novel·la; i per acabar la vida senzilla dels treballadors, que es basa en l'afecte mutu i objectius quotidians, representada per Norah o la família de la Sally. Igualment apareixen tres tipus de dona: la que s'entrega de seguida i aconsegueix només el rebuig del jove, la que l'utilitza a ell i es basa en l'hedonisme i la noia senzilla i treballadora que té un amor menys grandiloqüent però més pur, com la Sally. L'opció final per la vida ordenada i l'amor de companyia marca el canvi de pensament del jove, que denuncia un idealisme fals. En aquest sentit es pot llegir l'obra com una condemna del romanticisme, ja que el noi accepta integrar-se en la societat (l'oposició individu heroi - mitjà social era una de les constants del segle xix literari).
El llibre és altament autobiogràfic: l'autor de nen també va patir les burles dels companys (per la seva manera de parlar i no per una deformitat física), va conèixer l'ambient religiós rural opressiu, va viatjar a Heidelberg i va estudiar medicina després de fracassar en el món de la comptabilitat.
L'estil és realista, amb tocs simbolistes pel que fa als objectes (com el rellotge que hereta dels seus pares o les pintures) i tocs costumistes en la descripció de les diferents classes socials. La novel·la avança cronològicament des dels cinc anys del protagonista fins al seu projecte de matrimoni, sense anticipacions o flaixbacs. El punt de vista se sol focalitzar en el jove, si bé hi ha incursions ocasionals en els pensaments dels altres personatges com a contrapunt.